# Philipp Hansa

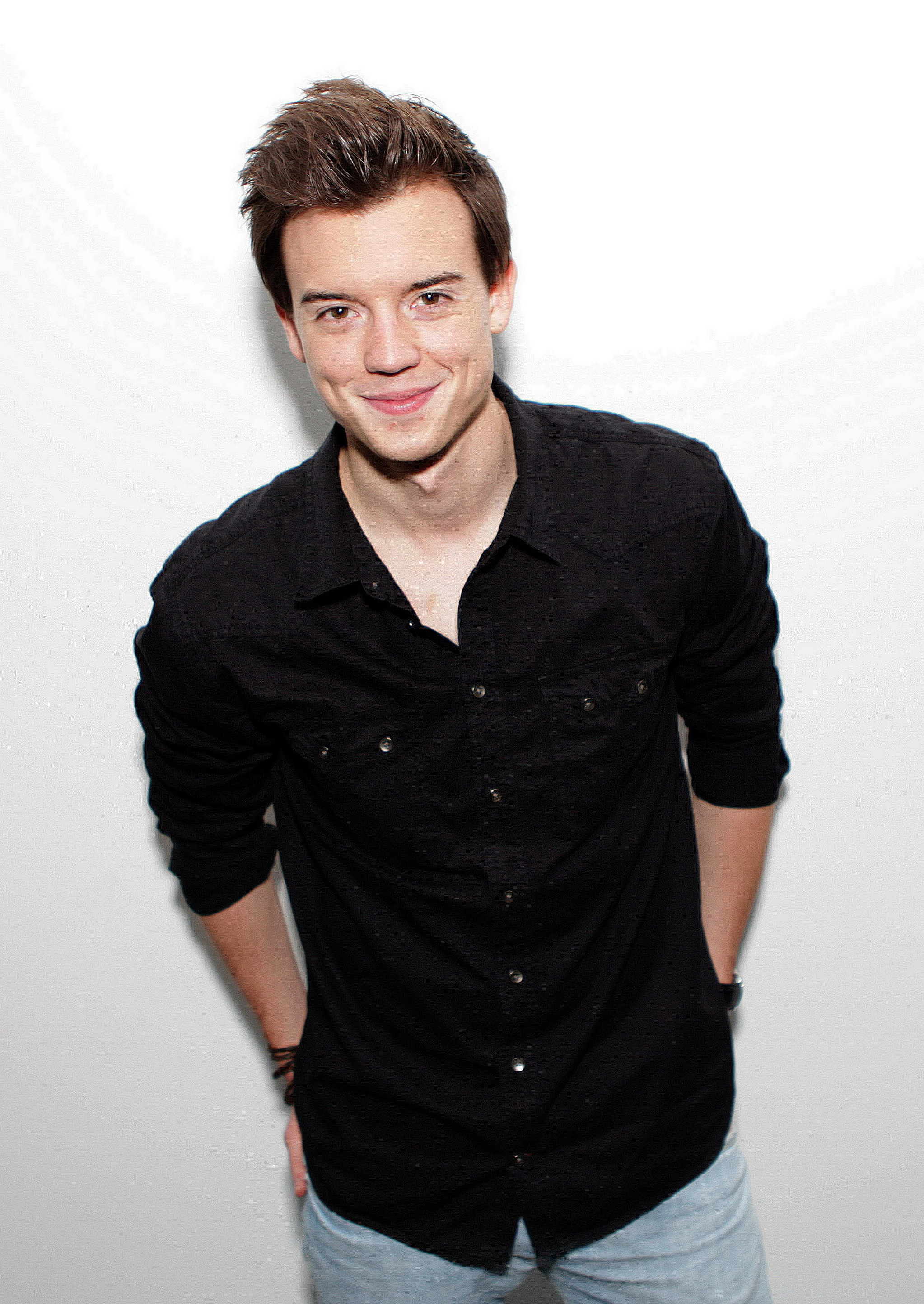
Ö3-Moderator Philipp Hansa (2015)

Philipp Hansa (* 3. Juni 1990 in Graz) ist ein österreichischer Radio- und Fernsehmoderator sowie ‑programmgestalter.

## Leben

### Herkunft und Ausbildung
Hansa wuchs in Graz auf und besuchte dort von 1996 bis 2000 die Volksschule Nibelungengasse und anschließend das Akademische Gymnasium Graz, an dem er 2008 seine Reifeprüfung ablegte. Im Jahr 2007 war er Schüler an der Nambour State High School in Nambour im australischen Bundesstaat Queensland. Von 2009 bis 2013 studierte Hansa Betriebswirtschaftslehre an der Karl-Franzens-Universität in Graz und an der Wirtschaftsuniversität in Wien.

### Beruflicher Werdegang
Während seines Studiums absolvierte Hansa im Jahr 2011 ein Praktikum beim ORF-Hörfunksender Ö3. Seit Jänner 2012 ist er hauptberuflich bei Ö3 tätig. Zunächst fungierte er als kreativer Mitarbeiter in den Bereichen Comedy und Programmgestaltung sowie als Sprecher diverser Promos, Reportagen und Comedies. Seinen Durchbruch als Comedy-Autor und Sprecher auf Ö3 hatte er in der Rolle des Hansmann kann. Seit Februar 2015 moderiert Hansa – als Nachfolger von Andi Knoll – eine Woche im Monat den Ö3-Wecker. Er ist damit der bislang jüngste Ö3-Wecker-Moderator. Der Ö3-Wecker ist nach ORF-Angaben mit täglich rund 2 Millionen Hörern die meistgehörte Morningshow und erfolgreichste Sendung des reichweitenstärksten Senders Österreichs. 2015, 2016 und 2017 gewann der Ö3-Wecker den Österreichischen Radiopreis als beste Morgensendung Österreichs. Seit 2022 moderiert er zudem die Sendung „Treffpunkt Sternstunden“ mit Astrologin Gerda Rogers.
Hansa ist auch als Schauspieler tätig. So übernahm er beispielsweise Rollen in den Kurzfilmen Das Fest der Liebe (2012) von Anna Kirst, Zuckerberg (2012) von Kurdwin Ayub und in Last Willage (2014) von Fabian Schmidmair und Benedikt Missmann. Zudem hatte Hansa 2013 eine Nebenrolle in einer Folge der Kriminalserie SOKO Donau/Wien von Holger Gimpel. 2014 spielte er im Experimentalfilm Karussell von Gerda Leopold mit, der für 360°-Projektion gedreht und im Juni 2016 in Karlsruhe uraufgeführt wurde.
Am 20. Juni 2016 wurde er beim Österreichischen Radiopreis als bester Newcomer ausgezeichnet. Die unabhängige Jury der Fachhochschule St. Pölten begründete ihre Entscheidung unter anderem damit, dass Hansa „sich ein hohes handwerkliches Können sowie landesweite Bekanntheit erarbeitet und sich damit als Newcomer im Eiltempo als namhafter Moderator der größten Morgensendung des Landes positioniert“ habe.
Beim Eurovision Song Contest fungiert Philipp Hansa seit 2019 als Punktesprecher für Österreich.

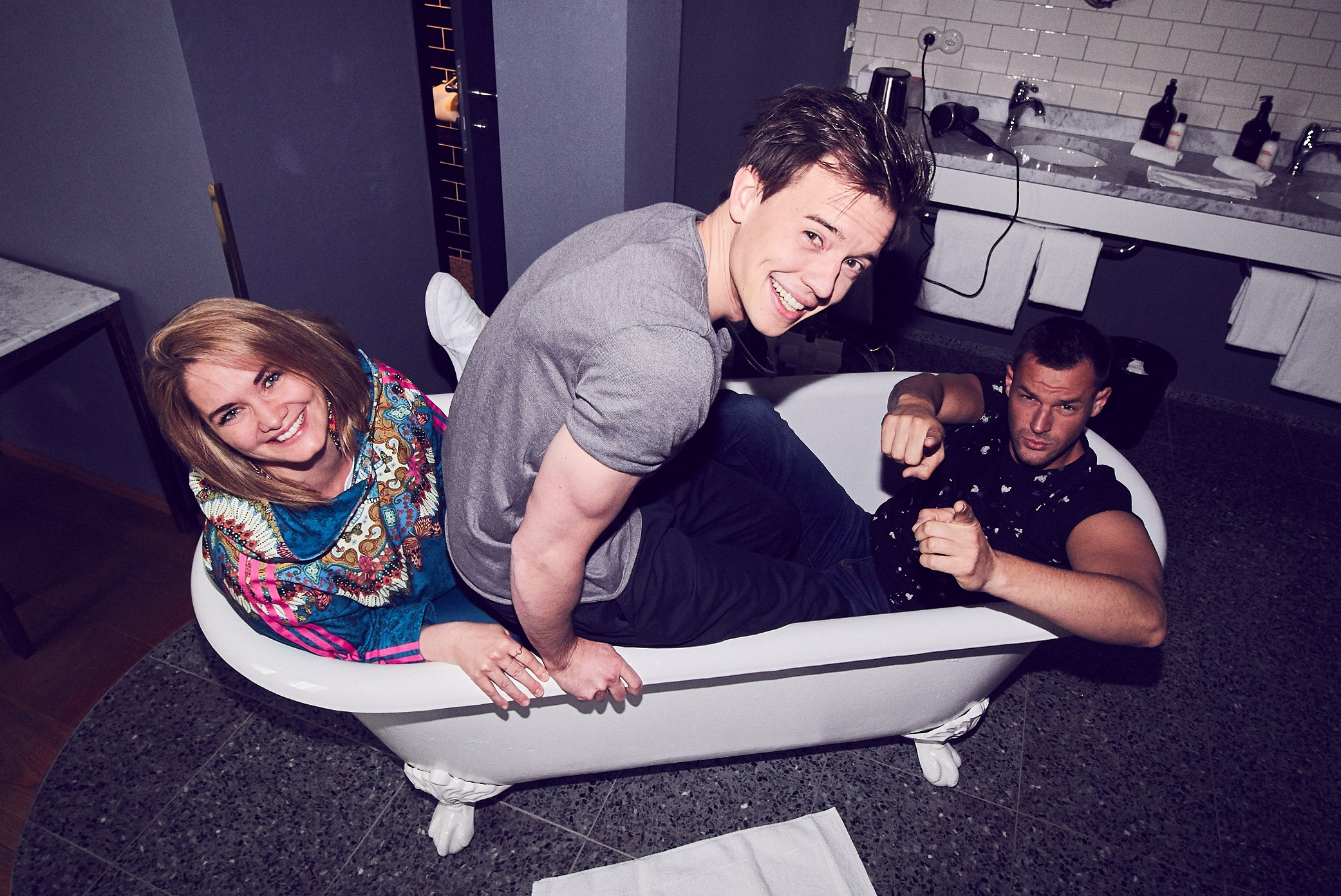
Das Team des Hawi D’Ehre-Podcasts: Gabi Hiller, Philipp Hansa und Paul Pizzera

Seit 13. Februar 2020 gestaltet Hansa gemeinsam mit Gabi Hiller und Paul Pizzera jeweils freitags den wöchentlichen Podcast Hawi D’Ehre. Im Februar 2022 gab es in Wien erstmals eine Live-Umsetzung des Talkformats, am 17. Juli 2022 fand eine Live-Show des Podcast-Teams in der Wiener Staatsoper statt.
In der am 26. Februar 2021 gestarteten, von Arabella Kiesbauer moderierten 5. Staffel von Starmania kommentierte Hansa die Show und gab Informationen zu den Kandidaten, ebenso in der am 4. März 2022 gestarteten 6. Staffel von Starmania.

## Auszeichnungen
- 2015, 2016 und 2017: Österreichischer Radiopreis in Gold für den Ö3-Wecker (Kategorie: Beste Morgensendung)[9][10]
- 2016: Österreichischer Radiopreis in Gold (Kategorie: Best Newcomer)[9]
- 2017: Beste Radio Innovation Gold Generation What?[10]
- 2019: Österreichischer Inklusionspreis (Kategorie: Wien) für die auf Ö3 und im ORF am 2. Mai 2019 ganztägig ausgestrahlte Sendung Ich will und ich kann arbeiten! Und ich verdiene eine Chance![26][27]
- 2019: Die Besten 30 unter 30 Journalisten Österreichs (Fachzeitschrift: Der Österreichische Journalist)[28]

## Filmografie (Auswahl)
- 2013: Das Fest der Liebe (Kurzfilm)
- 2014: SOKO Donau – Ein ungelebtes Leben
- 2016: Karussell
- 2017: SOKO Kitzbühel – Trauerreden
- 2020: Eine Sache der Perspektive
- 2023: Pulled Pork